# 녹색 성장
녹색 성장(綠色成長, 영어: green growth)은 온실가스의 배출과 환경 파괴를 줄이는 동시에 경제성장을 일구는 경제 성장의 경로를 말한다. 이 과정에서 환경을 파괴하는 자원을 최대한 배제하고 친환경적인 자원과 기술을 이용하게 된다. 녹색성장이라는 용어는 전통적인 산업 경제 성장에 대안을 제시하기 위해 전세계적으로 사용되어왔다. 녹색 성장은 녹색 경제로 알려져 있기도 하다.

## 정책으로서의 녹색 성장
녹색 성장이라는 용어는 국가적, 국제적 정책 전략으로 사용되곤 한다. 예를 들면, 코로나 불황으로 인한 경제 회복을 위한 정책 등도 이에 해당한다.

## 고용
"Growth Within:A Circular Economy Vision for a Competitive Europe"이라는 보고서에 따르면, 재활용, 오래 지속되는 제품 생산을 하거나 서비스를 제공하는 기업은 더 많은 고용 기회가 생겨날거라고 예측한다.
국제노동기구에 따르면, 적절한 정책이 마련된다면, 2030년까지 녹색 경제로의 전환은 세계적으로 2,400만 개의 새로운 일자리를 창출할 수 있을 것이라고 한다. 또한, 녹색 경제로의 전환이 이루어지지 않을 경우 2030년까지 7,200만 개의 정규직 일자리가 열로 인한 스트레스로 인해 사라질 수 있으며, 기온 상승은 특히 농업분야의 노동시간 단축을야기 할 것이다.
녹색 연합의 2020년 보고서에 따르면, 영국에서 돈을 벌기 위한 최고의 가치를 지닌 일자리 창출 계획은 빌딩을 개조하고 자전거 도로를 건설하는 것이다. 전기 여객선, 배터리 공장, 산림녹화가 그 뒤를 따른다. 그리고 이것이 계획된 도로 건설 계획보다 더 많은 일자리를 창출할 것이라고 한다. 그들은 또한 자연 회복에 대한 새로운 투자가 10,000개의 새로운 일자리를 빠르게 창출할 수 있다고 말한다.

## 측정 지표
경제의 자원 사용을 측정하는 데 일반적으로 사용되는 한 가지 측정 기준은 국내 자재 소비량(DMC)다. 예를 들어, 유럽 연합은 자원 생산성을 측정하는 DMC를 사용한다. 이 지표를 근거로, 일부 선진국은 경제성장과 재료 사용의 상대적 또는 심지어 절대적인 탈부착을 달성했다고 주장되어 왔다. 그러나 DMC는 글로벌 공급망에서 비롯되는 자원 사용의 이동을 고려하지 않는다. 그래서 또 다른 제안된 지표가 재료 발자국(MF)이다. MF는 생산 체인의 시작부터 끝까지 자원 사용을 포괄하는 것을 목표로 하며, 이는 원자재가 추출되는 곳에서 제품이나 서비스가 소비되는 곳으로라는 의미이다. MF에 기초한 연구는 자원 사용이 EU-27 또는 OECD 회원국의 경우와 같이 여러 국가의 GDP와 유사하게 증가할 수 있음을 나타낸다.

## 녹색 성장을 위한 조직적 노력
- IEA: 2020년, IEA의 페이스 비롤 이사는 "깨끗한 에너지 뉴딜"[9] 전략을 발표했다.[10]
- IMF: 2020년, IMF 총재인 크리스탈리나 게오르기바는 정부들에게 녹색 분야에 긴급 융자를 투자하고 화석 연료에 대한 보조금을 폐지하고 탄소를 과세하라고 촉구했다.[11]
- UNESCAP: 2012년, 유엔 아시아 태평양 경제사회 위원회는 아시아와 태평양을 위한 저탄소 녹색 성장 로드맵을 발표하여 이 지역에 대한 저탄소 녹색 성장 경로를 모색했다. 이 로드맵은 저탄소 녹색성장을 새로운 경제 발전 경로로 추구하기 위해 필요한 경제 시스템 변화를 주도할 다섯 가지 트랙을 명시하고 있다.
- OECD: 2011년에 OECD는 녹색 성장을 위한 전략을 발표했다.[12]
- UNEP: 2008년, 유엔환경계획(UNEP)은 녹색경제 이니셔티브를 주도했다.
- World Bank: 2012년 세계은행은 "포용적 녹색성장: 지속 가능한 발전을 향한 길"을 발표했다.
- ICC: 2010년에 ICC는 녹색 경제에 대한 독특한 글로벌 비즈니스 태스크포스를 발족하여 2012년에 발표된 기업, 정책 입안자 및 사회를 위한 가이드인 녹색 경제 로드맵을 만들었다.[13]

### 녹색 성장을 전담하는 조직
- Global Green Growth Institute: 2010년, 한국의 이명박 대통령에 의해 만들어졌다. 2012년 브라질 리우에서 열린 2012 협약에서 국제 기구로 전환되었다.[14]

- 녹색성장지식플랫폼(GGKP): 2012년 1월, 글로벌녹색성장기구, OECD, UNEP, 세계은행이 만들었다.[15] 그들의 임무는 녹색 성장 이론과 실천의 주요 지식 격차를 파악하고 해결하기 위한 노력을 강화하고 확대하는 것이며, 국가들이 녹색 경제로 나아가기 위한 정책을 설계하고 실행할 수 있도록 돕는 것이다.[16]

- KAIST 녹색 성장 대학원(GSGG): KAIST 녹색 성장 대학원은 녹색기업정책프로그램(MS), 녹색경영(MS/PH), 녹색경영(MS/PH), 녹색경영(MS/PH)을 통해 녹색경영, 지속 가능한 금융, 정책에 대한 세계적인 교육과 연구를 제공하고 있다.[17] GSGG는 2015년 기업 나이츠에 의해 'Better World MBA'에서 4위에 올랐다.[18] 2013년에 설립된 GSGG는 기후변화에 대처하고 적응하기 위해 녹색성장 전문가를 육성하고 있다.

### 국제적 노력
- 중국: 적어도 2006년 이후, 중국은 녹색 경제 달성에 전념해 왔다.[19] 최근 몇 년 동안 배출량 증가율은 급격히 둔화되었으며, 이는 환경 규제 강화와 재생 에너지 및 전기 자동차 인프라를 포함한 대규모 녹색 투자로 뒷받침되고 있다. 2020년에 전력 부문에 출시될 중국의 국가 배기가스 거래 시스템(ETS)은 청정 에너지로의 전환을 촉진할 수 있다. 그러나 가격 신호가 효과적이기 위해서는 전력 생산업체들이 경쟁하여 덜 오염되고 더 효율적인 업체들이 자유롭게 거래하고 시장 점유율을 확대할 필요가 있다.[20] 중국은 또한 벨트 및 도로 사업을 통해 아시아 전역에 걸쳐 환경 기술 구현에 영향을 미친다.
- 한국: 녹색성장은 2020년 국회에서 논의되었다.[21]
- 영국: 녹색성장은 기후변화위원회에 의해 2020년에 강력하게 지지되었다.[22]
- 미국: 버락 오바마 대통령은 녹색 성장을 위해 몇 가지 조치를 취했다. 그는 미래에 투자함으로써 에너지 생산이 외국 에너지원에 대한 의존도를 줄일 뿐만 아니라 일자리와 '깨끗한 에너지 경제'를 창출할 것이라고 믿는다. 오바마는 2020년까지 10기가와트의 재생 가능한 프로젝트를 설치하고 2025년까지 풍력 및 태양 에너지 생산을 두 배로 늘리고 그러한 정책을 개발하여 국가의 녹색 경제를 형성한다는 목표를 가지고 있었다. 미국진보센터의 2014년 보고서는 미국이 녹색 성장을 달성하는 데 필요한 투자 수준을 수량화하면서, 기후 변화에 관한 정부간 패널(IPCC)이 명시한 배출 감소 수준을 충족시켰다.[23] 2019년, 민주당 의회 의원들은 향후 정부 프로그램을 위한 우산을 만들기 위해 녹색 뉴딜 결의안을 도입했다.[24]

## 대한민국의 녹색 성장
대한민국 정부는 2008년 주요 정책으로 저탄소 녹색성장을 제시하였다. 여기에서 녹색성장은 ‘에너지·환경관련 기술과 산업 등에서 미래 유망품목과 신기술을 개발하고, 기존 산업과 융합하면서 새로운 성장 동력과 일자리를 얻는 것’으로 보다 구체적으로 설명되었다. 2010년 1월 13일, 저탄소 녹색성장 기본법이 제정되어 녹색성장과 녹색기술이라는 용어의 의미가 법적으로 확립되었다.

## 같이 보기
- 녹색 발전
- 수소 경제
- 지공주의